# Амурри, Эва
Э́ва Мари́я Оли́вия Аму́рри (англ. Eva Maria Olivia Amurri; род. 15 марта 1985, Нью-Йорк, Нью-Йорк) — американская актриса и блогер.

## Ранняя жизнь
Амурри родилась 15 марта 1985 года в Нью-Йорке, в семье итальянского кинорежиссера Франко Амурри и американской актрисы с итальянскими корнями Сьюзан Сарандон. Воспитывалась Амурри ее матерью и ее бывшем мужем Тимом Роббинсом. У неё также есть два единокровных брата, по материнской линии, Джек и Майлз и единокровеые брат и сестра, по отцовской линии Леоне и Августа.
Посещала школу Святой Анны, а также посещала Friends Seminary в старшей школе. В 2007 году окончила Брауновский университет по направлению итальянистика.

## Карьера
Кинодебют Амурри состоялся в 1992 года, когда актрисе было семь лет, она исполнила малозаметную роль в фильме её отчима «Боб Робертс», следующее появление на экране состоялось в 1995, также в фильме её отчима «Мертвец идёт», в данном случае она исполнила роль юной главной героини, исполнительницей которого была ее мать Сьюзан. В 1999 году исполнила небольшую роль в телефильме «Земные желания», а также появилась в комедии «Где угодно, только не здесь». В 2001 году исполнила эпизодическую роль в телесериале «Друзья». В 2002 году появилась в комедийной драме «Сделанное» и комедии «Сестрички-зажигалки», за которую она получила премию «Молодой актëр» в категории «Лучшая женская роль второго плана в художественном фильме - молодая актриса второго плана». В 2004 году исполнила главную роль в фильме «Спасённая». В 2007 году исполнила главную роль в драме «Вся жизнь перед глазами» и «Образование Чарли Бэнкса». В 2008 году появилась в киноальманахе «Нью-Йорк, я люблю тебя», а также исполнила главную роль в комедийной драме «На полпути в никуда», также исполнила небольшую роль в телефильме «Возможные побочные эффекты». В 2009 году появилась в фильме ужасов «Тёмный мир» и исполнила втопостепенную роль в телесериале, «Блудливая Калифорния». В этом же году исполнила небольшую роль в телесериале «Как я встретил вашу маму», повторив ее в 2014 году. В 2010 году исполнила эпизодические роли в телесериале «Доктор Хаус», «Милосердие» и «Дэцкая больница». В 2011 году дебютировала в качестве актрисы озвучивания в мультсериале «Рыбология», в этом же году появилась в фильме «Изоляция» и телефильме «Доктор», а также исполнила эпизодическую роль в телесериале «Новенькая», повторив ее в 2013 году. В 2012 году исполнила второстепенную роль в комедии «Папа-досвидос»,  а также появилась в эпизодической роль в телесериале «Парни с детьми». В 2013 году появилась в фильме «АмериКа», «Олень» и «Вина», а также телесериале «Проект Минди». В 2014 году появилась в телесериале «Непригодные для свиданий» и телефильме «Подмигивающие». В 2015 году появилась в мини-сериале «Тайная жизнь Мэрилин Монро». В 2016 году исполнила главную роль в фильме «День матери». В 2022 году появилась в телесериале «Монарх».

## Личная жизнь
С 2011 по 2020 год Амурри была замужем за футболистом Кайлом Мартино. У бывших супругов трое детей: дочь Марлоу Мэй Мартино (род. 2014) и сыновья Мейджор Джеймс Мартино (род. 2016) и Матео Энтони Мартино (род. 2020). 15 августе 2015 года Амурри призналась, что перенесла выкидыш на 9-й неделе беременности. Амурри и Мартино развелись за месяц до рождения сына Матео.
С 29 июня 2024 года Амурри замужем за шеф-поваром Иэном Хоком, с которым она встречалась три года до свадьбы.

## Фильмография
| Год       |    | Русское название            | Оригинальное название             | Роль                        |
| --------- | -- | --------------------------- | --------------------------------- | --------------------------- |
| 1992      | ф  | Боб Робертс                 | Bob Roberts                       | девочка в больнице          |
| 1995      | ф  | Мертвец идёт                | Dead Man Walking                  | юная Элен Прежан            |
| 1999      | тф | Земные желания              | Earthly Possessions               | подросток                   |
| 1999      | ф  | Где угодно, только не здесь | Anywhere but Here                 | девушка из Беверли-Хиллз    |
| 2001      | с  | Друзья                      | Friends                           | Дина                        |
| 2002      | ф  | Сделанное                   | Made-Up                           | Сара Тиви                   |
| 2002      | ф  | Сестрички-зажигалки         | The Banger Sisters                | Джинджер                    |
| 2004      | ф  | Спасённая                   | Saved!                            | Кассандра Эдельштейн        |
| 2007      | ф  | Образование Чарли Бэнкса    | The Education of Charlie Banks    | Мэри                        |
| 2007      | ф  | Вся жизнь перед глазами     | The Life Before Her Eyes          | Морин                       |
| 2008      | ф  | На полпути в никуда         | Middle of Nowhere                 | Грейс Берри                 |
| 2008      | ф  | Нью-Йорк, я люблю тебя      | New York, I Love You              | Сара                        |
| 2008      | тф | Возможные побочные эффекты  | Possible Side Effects             | Либби                       |
| 2009      | ф  | Тёмный мир                  | Animals                           | Джейн                       |
| 2009      | с  | Блудливая Калифорния        | Californication                   | Джеки                       |
| 2009—2014 | с  | Как я встретил вашу маму    | How I Met Your Mother             | Шелли                       |
| 2010      | с  | Милосердие                  | Mercy                             | Шарра Келли                 |
| 2010      | с  | Доктор Хаус                 | House                             | Николь Мюррей               |
| 2010      | с  | Дэцкая больница             | Childrens Hospital                | медсестра                   |
| 2011      | мс | Рыбология                   | Fish Hooks                        | Мрачная Молли               |
| 2011—2013 | с  | Новенькая                   | New Girl                          | Бет                         |
| 2011      | ф  | Изоляция                    | Isolation                         | Эми Мур                     |
| 2011      | тф | Доктор                      | The Doctor                        | Наташа                      |
| 2012      | ф  | Папа-досвидос               | That's My Boy                     | молодая Мэри МакГеррикл     |
| 2012      | с  | Парни с детьми              | Guys with Kids                    | Дженнифер Томас             |
| 2013      | с  | Проект Минди                | The Mindy Project                 | Люси                        |
| 2013      | ф  | АмериКа                     | AmeriQua                          | Вики                        |
| 2013      | ф  | Олень                       | Stag                              | Вероника                    |
| 2013      | тф | Вина                        | Guilty                            | Лили Агостини               |
| 2014      | с  | Непригодные для свиданий    | Undateable                        | Сабрина                     |
| 2014      | тф | Подмигивающие               | The Winklers                      | Эмили                       |
| 2015      | с  | Тайная жизнь Мэрилин Монро  | The Secret Life of Marilyn Monroe | юная Глэдис Монро Мортенсон |
| 2016      | ф  | День матери                 | Mothers and Daughters             | Гейл                        |
| 2022      | с  | Монарх                      | Monarch                           | юная Дотти Роман            |

## Награды и номинации
| Год  | Награда                | Категория                                                                                 | Номинация за        | Результат | Примечания |
| ---- | ---------------------- | ----------------------------------------------------------------------------------------- | ------------------- | --------- | ---------- |
| 2003 | Премия «Молодой актёр» | Лучшая женская роль второго плана в художественном фильме - молодая актриса второго плана | Сестрички-зажигалки | Победа    | [ 41 ]     |